# Viento

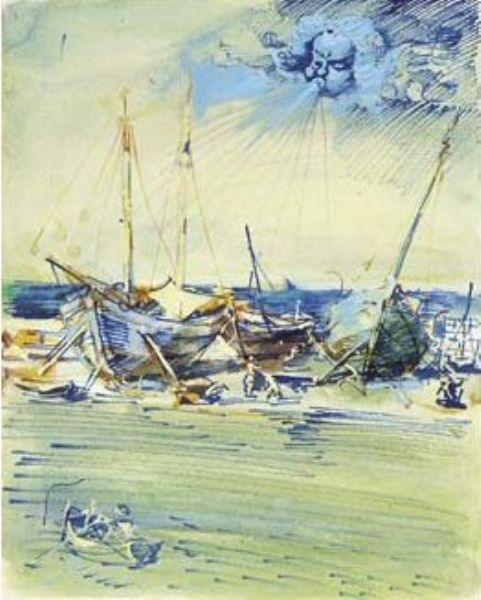
Típica alegoría al viento, de Yakovlev Shalyapin.

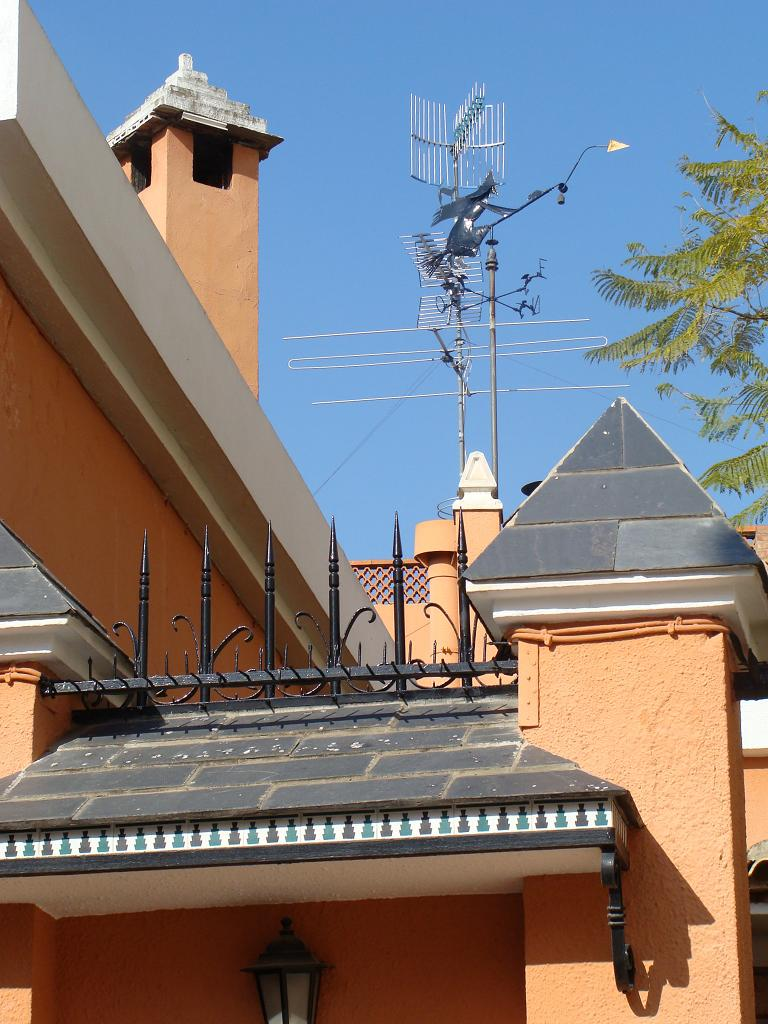
La silueta de una bruja con su escoba sirve para marcar la dirección del viento en una veleta en Alcudia de Carlet (provincia de Valencia, España).

El viento es el flujo del aire a gran escala en la atmósfera terrestre. En la atmósfera, es el movimiento en masa del aire de acuerdo con las diferencias de presión atmosférica. Günter D. Roth lo define como «la compensación de las diferencias de presión atmosférica entre dos puntos».
En meteorología se suelen denominar los vientos según su fuerza y la dirección desde la que soplan. Los aumentos repentinos de la velocidad del viento durante un tiempo corto reciben el nombre de ráfagas. Los vientos fuertes de duración intermedia (aproximadamente un minuto) se llaman turbonadas. Los vientos de larga duración tienen diversos nombres según su fuerza media como, por ejemplo, brisa, temporal, tormenta, huracán o tifón. El viento se puede producir en diversas escalas: desde flujos tormentosos que duran decenas de minutos hasta brisas locales generadas por el distinto calentamiento de la superficie terrestre y que duran varias horas, e incluso globales, que son el fruto de la diferencia de absorción de energía solar entre las distintas zonas geo-astronómicas de la Tierra. Las dos causas principales de la circulación atmosférica a gran escala son el calentamiento diferencial de la superficie terrestre según la latitud, la inercia y la fuerza centrífuga producidas por la rotación del planeta. En la zona intertropical la diferencia de presión atmosférica entre los océanos (masa de aire cálido y húmedo) y los continentes (masa de aire cálido y seco) durante el verano en el hemisferio norte, es decir, entre junio y septiembre, da origen a la formación de vientos estacionales entre el océano Índico y el continente asiático y las depresiones térmicas en el interior de los continentes, especialmente en Asia y, en menor grado, en América del Norte, entre el Golfo de México y el interior de los Estados Unidos (el Medio Oeste), constituyen el motivo de la circulación monzónica de los vientos, que durante la época de más calor se desplazan hacia el interior e impulsan la circulación de monzones. 
En las áreas costeras el ciclo brisa marina/brisa terrestre puede definir los vientos locales, mientras que en las zonas con relieve variado las brisas de valle y de montaña pueden dominar dichos vientos locales.
En la civilización humana el viento ha inspirado la mitología, ha afectado a los acontecimientos históricos, ha extendido el alcance del transporte y la guerra, y ha proporcionado una fuente de energía para el trabajo mecánico, la electricidad y el ocio. El viento ha impulsado los viajes de los veleros a través de los océanos de la Tierra. Los globos aerostáticos utilizan el viento para viajes cortos, y el vuelo con motor lo utiliza para generar sustentación y reducir el consumo de combustible. Las zonas con cizalladura del viento provocado por varios fenómenos meteorológicos pueden provocar situaciones peligrosas para las aeronaves. Cuando los vientos son fuertes, los árboles y las estructuras creadas por los seres humanos pueden llegar a resultar dañados o destruidos.
Los vientos pueden dar forma al relieve a través de una serie de procesos eólicos, como la formación de suelos fértiles (por ejemplo, el loess) o su destrucción por medio de la erosión. El polvo de los grandes desiertos puede ser movido a grandes distancias desde su lugar de origen por los vientos dominantes, y los vientos que son acelerados por una topografía agreste y que están asociados con tormentas de polvo han recibido nombres regionales en diferentes partes del mundo debido a su efecto significativo sobre estas regiones. El viento afecta a la extensión de los incendios forestales, ya que puede detenerlos o acelerarlos. También dispersa las semillas de determinadas plantas y hace posible la supervivencia y dispersión de muchas especies vegetales, así como de las poblaciones de insectos voladores. En combinación con las temperaturas frías el viento tiene un efecto negativo sobre el ganado y afecta también a las reservas de alimento de los animales y sus estrategias de caza y defensa.

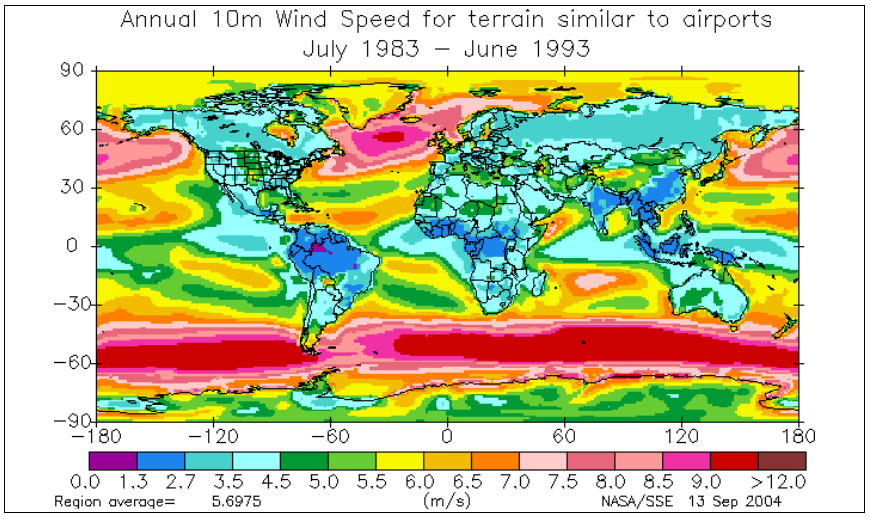
Mapa del promedio anual de la velocidad del viento medido a 10 m de altura. Obsérvese la zona de calmas ecuatoriales y al sur el cinturón de fuertes vientos catabáticos subantárticos.

## Causas generales
La gran capa atmosférica es atravesada por las radiaciones solares que calientan el suelo, el cual, a su vez, calienta el aire que lo rodea. Así resulta que este no es calentado directamente por los rayos solares que lo atraviesan sino, en forma indirecta, por el calentamiento del suelo y de las superficies acuáticas. Cuando el aire se calienta, también se dilata, como cualquier gas, es decir, aumenta de volumen, por lo cual asciende hasta que su temperatura se iguala con la del aire circundante o algo más. A grandes rasgos, las masas de aire van de los trópicos al ecuador (vientos alisios, que son constantes, es decir, que soplan durante todo el año), donde logran ascender tanto por su calentamiento al disminuir la latitud (en la zona intertropical) como por la fuerza centrífuga del propio movimiento de rotación terrestre, que da origen a su vez a que el espesor de la atmósfera en la zona ecuatorial sea el mayor en toda la superficie terrestre. Al ascender, se enfrían, y por las altas capas vuelven hacia los trópicos, donde descienden por su mayor peso (aire frío y seco) lo cual explica la presencia de los desiertos subtropicales y la amplitud térmica diaria tan elevada de los desiertos (en el Sáhara es frecuente que temperaturas de casi 50 °C durante el día, por la insolación y la falta de nubes, se vea contrastada con temperaturas muy bajas durante la noche. Así, en estas zonas desérticas, las temperaturas varían muchísimo del día a la noche por la escasa cantidad de agua y vapor de agua, que contribuirían a una mayor regularidad térmica).

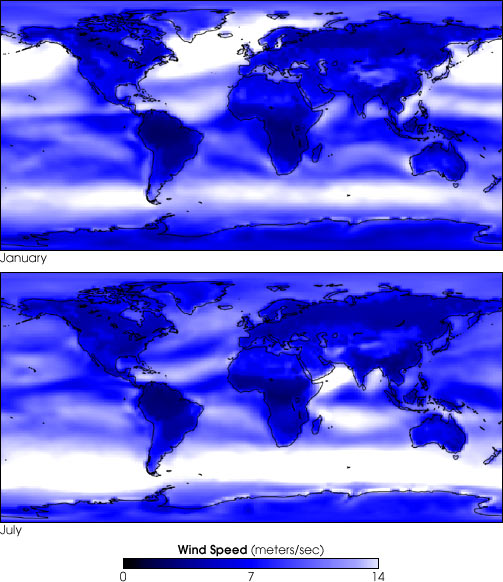
Velocidad del viento en la superficie de la Tierra durante los veranos boreal y austral, respectivamente. Las franjas blancas, entre los 40° - 50° de latitud, presentan las máximas velocidades constantes del viento.

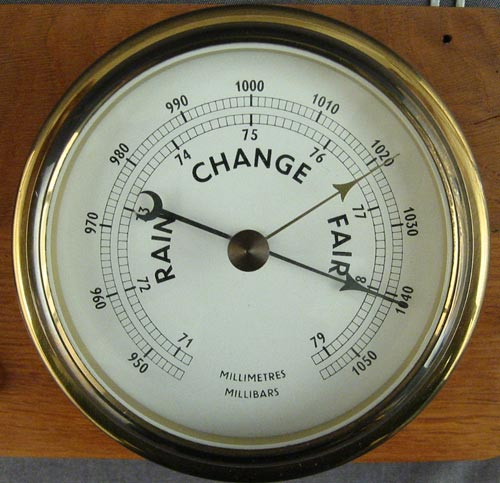
Barómetro aneroide que tiene unas indicaciones de lluvia o buen tiempo según sea la menor o mayor presión, respectivamente.

La primera descripción científica conocida del viento se debe al físico italiano Evangelista Torricelli: «... los vientos son producidos por diferencias en la temperatura del aire, y por tanto de la densidad, entre dos regiones de la Tierra».
Otras fuerzas que mueven el viento o lo afectan son la fuerza del gradiente de presión, el efecto Coriolis, las fuerzas de flotabilidad y de fricción y la configuración del relieve. Cuando entre dos masas de aire adyacentes existe una diferencia de densidad, el aire tiende a fluir desde las regiones de mayor presión a las de menor presión. En un planeta sometido a rotación, este flujo de aire se verá influenciado, acelerado, elevado o transformado por el efecto de Coriolis en cualquier punto de la superficie terrestre. La creencia de que el efecto de Coriolis no actúa en el ecuador es errónea: lo que sucede es que los vientos van disminuyendo su velocidad a medida que se acercan a la zona de convergencia intertropical, y esa disminución de velocidad queda automáticamente compensada por una ganancia en altura del aire en toda la zona ecuatorial. A su vez, esa ganancia en altura da origen a la formación de nubes de gran desarrollo vertical y a lluvias intensas y prolongadas, ampliamente repartidas en la zona de convergencia intertropical, en especial en dicha zona ecuatorial. La fricción superficial con el suelo genera irregularidades en estos principios y afecta al régimen de vientos, como por ejemplo el efecto Föhn.
Globalmente hablando, el factor originador y predominante a gran escala es la diferencia de calentamiento entre unas zonas y otras de acuerdo con determinados factores geográficos y astronómicos, así como por variaciones estacionales o temporales producidas por los movimientos de rotación y traslación del planeta. Cuando se habla del viento se hace referencia siempre a los vientos en la superficie terrestre hasta cierta altura, la cual varía según la latitud, el relieve y otros factores. A su vez, este movimiento superficial del aire, denominado viento, tiene una compensación en altura que casi siempre sigue una trayectoria opuesta a la de los verdaderos vientos en la superficie. Así, una depresión, un ciclón o un área de baja presión en la superficie producida por el calentamiento superficial del aire obliga al aire caliente a ascender y da origen a una zona de alta presión en altura donde el aire frío y seco desciende hacia las zonas desde donde procedía el aire en la superficie: de esta manera se forman los cumulonimbos, tornados, huracanes, frentes y otros fenómenos meteorológicos. Una compensación en altura a la dirección de los vientos son las corrientes en chorro que se producen a gran altura y a gran velocidad (). La extraordinaria velocidad de estas corrientes en altura (unos 250 km/h) en sentido aproximado oeste-este se debe a la escasa densidad del aire a la altura donde se producen. En efecto, estos vientos compensan a los vientos alisios que se dirigen superficialmente entre Europa y América del Sur a través del Atlántico y también entre Asia y América del Norte en la misma dirección y con las mismas características. Como estas corrientes en chorro tienen una altura similar a la que usan los aviones en sus vuelos trasatlánticos, la diferencia entre el vuelo en un sentido o en otro puede ser de un par de horas o más en los trayectos largos. Por otra parte, las grandes velocidades de estas corrientes, que a baja altura podrían ser catastróficas para los aviones, a más de 10 km de altura no resultan tan problemáticas por la escasa densidad del aire.
Los vientos se definen también como un sistema que utiliza la atmósfera para alcanzar el equilibrio mecánico de fuerzas, lo que permite descomponer y analizar sus características. Es muy habitual simplificar las ecuaciones de movimiento atmosféricas mediante distintas componentes de vientos que, sumados, dan lugar al viento existente. La componente del viento geostrófico es el resultado de realizar el equilibrio entre la fuerza de Coriolis y la fuerza del gradiente de presión. Este viento fluye perpendicular a las isobaras y se puede decir que los efectos de la fricción en latitudes medias son despreciables para las capas altas de la atmósfera. El viento térmico es un viento que diferencia dos niveles que solo existen en una atmósfera con gradientes de temperatura horizontales o baroclinia. El viento del gradiente es similar al geostrófico pero también incluye el equilibrio de la fuerza centrífuga.

## Características físicas de los vientos

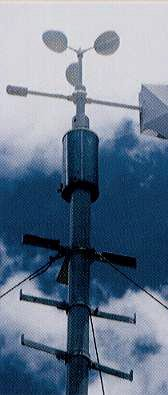
Anemómetro, sensor de velocidad y dirección del viento.

El estudio sistemático de las características del viento es muy importante para:
- dimensionar estructuras de edificios como silos, grandes galpones, edificaciones elevadas, etc.
- diseñar campos de generación eólica de energía eléctrica.
- diseñar protección de márgenes en embalses y los taludes de montante en las presas.

La medición de la velocidad y dirección del viento se efectúa con instrumentos registradores llamados anemómetros, que disponen de dos sensores: uno para medir la velocidad y otro para medir la dirección del viento. Las mediciones se registran en anemógrafos.
Para que las mediciones sean comparables con las mediciones efectuadas en otros lugares del planeta, las torres con los sensores de velocidad y dirección deben obedecer a normativas estrictas dictadas por la OMM - Organización Meteorológica Mundial.

### Velocidad de los vientos

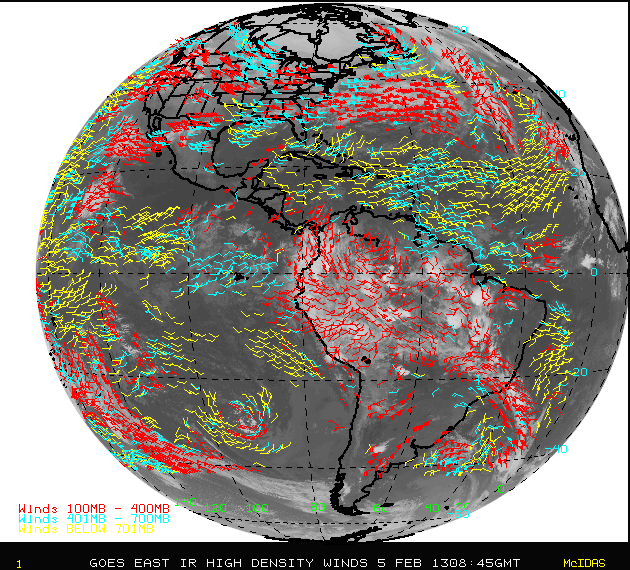
Imagen de radar del hemisferio Occidental mostrando los patrones de dirección, velocidad y altura de los vientos, basados en la información satelital del 5 de febrero de 2013. El color indica la altura, las flechas, la dirección, mientras que la menor y mayor cantidad de líneas en la cola indican la menor o mayor velocidad respectivamente.

El instrumento más antiguo para conocer la dirección de los vientos es la veleta que, con la ayuda de la rosa de los vientos, define la procedencia de los vientos, es decir, la dirección desde donde soplan. La manga de viento utilizada en los aeropuertos suele ser bastante grande y visible para que pueda ser observada desde los aviones tanto en el despegue como, en especial, en el aterrizaje.
La velocidad, esto es la rapidez y dirección de los vientos se mide con el anemómetro, que suele registrar estos datos a lo largo del tiempo. La intensidad del viento se ordena según su rapidez utilizando la escala de Beaufort. Esta escala se divide en varios tramos según sus efectos o daños causados, desde el aire en calma hasta los huracanes de categoría 5 y los tornados.
El récord de mayor velocidad del viento en la superficie terrestre fue registrado en el Monte Washington en Nuevo Hampshire (Estados Unidos), con 231 millas por hora, es decir, 372 km/h, en la tarde del 12 de abril de 1934. La causa de esta rapidez tan grande del viento está en la configuración local del relieve, que forma una especie de ensilladura de norte a sur que fuerza al viento del oeste a concentrarse en el paso como si fuera un embudo. Es importante señalar que esta enorme rapidez solo se alcanza en una especie de tobera poco extendida, y es mucho menor a una corta distancia de este punto. Todas las cordilleras del planeta tienen puntos similares, donde los vientos soplan con fuerza por la existencia de abras, pasos, collados o ensilladuras donde se concentra y acelera el paso del viento. En Venezuela la carretera trasandina pasa por una ensilladura de este tipo entre la cuenca del río Mocotíes y la depresión del Táchira y que tiene el nombre muy apropiado de Páramo Zumbador por la fuerza del viento.

## Medida del viento
La dirección del viento es el punto cardinal desde el que este se origina y se mide con la veleta. Por ejemplo, el viento del norte viene, obviamente, desde el norte y se dirige hacia el sur. En los aeropuertos se usan las mangas de viento para indicar la dirección del viento y estimar la velocidad a partir del ángulo que forma la manga con el suelo. Las veletas tienen indicadas en la parte inferior las direcciones de los vientos con los puntos cardinales y los puntos intermedios, conformando así lo que se conoce como rosa de los vientos, que se emplean con una brújula en los mecanismos de navegación de las embarcaciones desde hace siglos. La velocidad del viento se mide con anemómetros, de forma directa mediante unas palas rotativas o indirectamente mediante diferencias de presión o de velocidad de transmisión de ultrasonidos. Otro tipo de anemómetro es el tubo pitot que determina la velocidad del viento a partir de la diferencia de presión de un tubo sometido a presión dinámica y otro a la presión atmosférica.

## Circulación general de los vientos

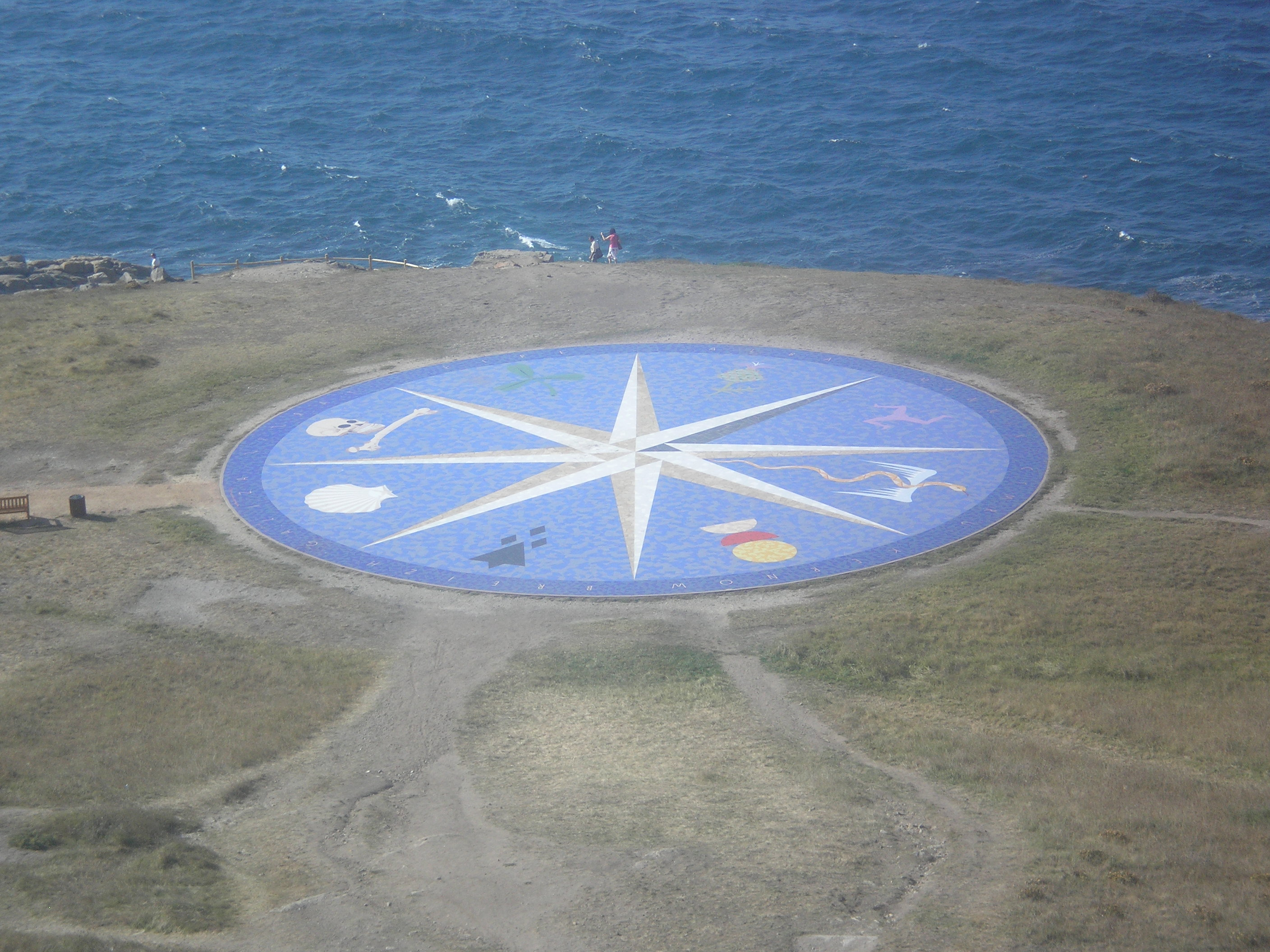
Rosa de los vientos junto a la Torre de Hércules, en la provincia de La Coruña.

El movimiento del aire en la troposfera, que es el que mayor importancia tiene para los seres humanos, siempre tiene dos componentes: la horizontal, que es la más importante (cientos y hasta miles de km) y la vertical (10 km o más) que siempre compensa, con el ascenso o el descenso del aire, el movimiento horizontal del mismo. El ejemplo de los tornados sirve para identificar el proceso de compensación entre el avance horizontal del aire en movimiento y el ascenso del mismo: el remolino inicial de un tornado gira a gran velocidad levantando y destruyendo casas y otros objetos, pero en la medida en que asciende el viento, el cono giratorio del tornado se hace más ancho, por lo cual disminuye su velocidad de giro. Dicho ejemplo de los tornados es muy útil porque se ha logrado obtener una información estupenda, de primera mano y estudiar bien todos los procesos generales que ocurren en cualquier tipo de viento. Pero en especial, la transformación del movimiento lineal del viento superficial en un movimiento giratorio de ascenso vertical del mismo puede verse en cualquier remolino o tornado fácilmente y hasta en cualquier nube de desarrollo vertical como un cumulonimbo o un huracán: varía el tamaño o extensión pero el proceso es el mismo.

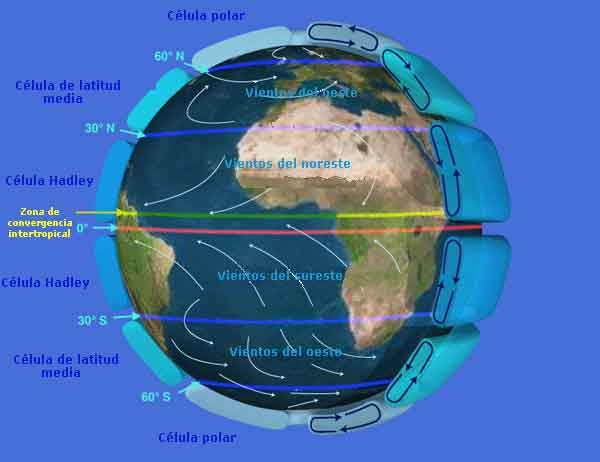
Circulación planetaria. Obsérvese el abultamiento ecuatorial de la atmósfera en la zona ecuatorial (sección dibujada a la derecha).

Y en tipos de vientos que recorren grandes distancias ocurre el mismo proceso. Así tenemos que los vientos alisios, que circulan entre los trópicos y el ecuador, recorren grandes distancias en sentido noreste-suroeste en el hemisferio norte y en sentido sureste-noroeste en el hemisferio sur. Pero estos vientos cuando llegan cerca del ecuador ascienden forzosamente, no tanto por la convergencia intertropical, sino por el abultamiento ecuatorial, que es mucho más notorio por razones de densidad en los océanos que en los continentes, y aún más notorio en la atmósfera que en los océanos y al ascender por la fuerza centrífuga del movimiento de rotación terrestre, producen nubes de desarrollo vertical y lluvias intensas, con lo que su velocidad de traslación disminuye rápidamente. Al enfriarse el aire ascendente y perder la humedad que traían con la condensación y posterior precipitación tenemos un aire frío y seco. Como el aire muy frío es más pesado, tenderá a bajar hacia la superficie formando una especie de plano inclinado que va desde el ecuador hasta los trópicos, siendo su dirección la opuesta a la de los alisios. Esta corriente de aire o viento en la zona superior y media de la troposfera va bajando y desviándose hacia la derecha hasta completar el ciclo de los alisios. Vemos así que el principio de conservación de la materia (y por ende, de la energía) que formulara Lavoisier en el siglo XVIII se cumple perfectamente aquí y los alisios se ven compensados casi perfectamente por los vientos en altura que fueron denominados contralisios, aunque este nombre no haya tenido mucho éxito. Numerosos trabajos que se refieren al tema de los contralisios niegan su existencia, tal vez porque ese retorno de aire seco y frío se hace sin nubes, con lo que no se puede ver la trayectoria de los mismos. Pero la comprobación experimental de los mismos puede verse en la carencia de nubes en el mar de las Antillas: la alta presión originada por los vientos de retorno denominados contralisios da origen al descenso de un aire frío y seco y los climas de las islas donde este proceso ocurre (Antillas neerlandesas y venezolanas, por ejemplo, con una precipitación anual en Aruba o en la Orchila de algo más de 100 mm) da origen a un clima inusualmente seco, muy bien explicado por Glenn T. Trewartha sobre los climas secos del litoral del Caribe de Colombia y Venezuela. El mismo proceso puede verse en los grandes desiertos, donde las noches son sumamente frías y los días sumamente cálidos, en los que pueden darse enormes amplitudes térmicas diarias de 30 y hasta 40 °C.

## Tipos de vientos
De acuerdo con la escala o dimensión de su recorrido hay tres tipos de vientos: los vientos planetarios, los regionales y los locales, aunque hay algunos tipos, como los monzones, que son más difíciles de clasificar y que ocupan variantes dentro de esta simple clasificación.

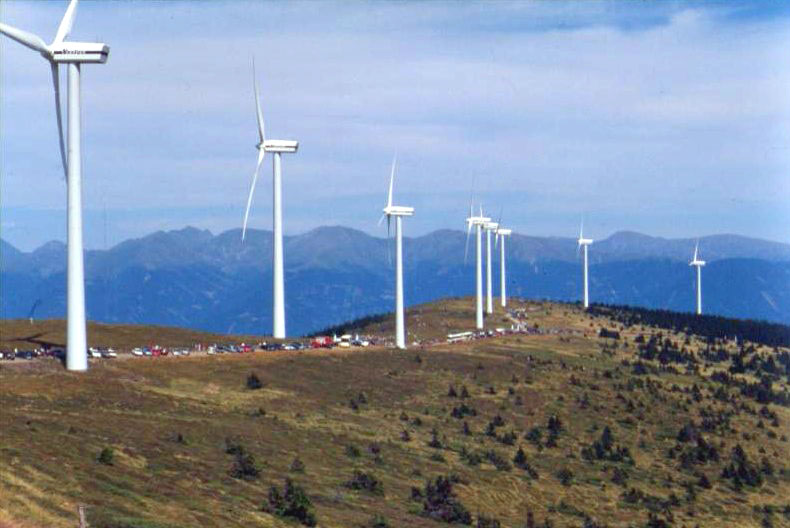
Parque eólico del Macizo del Tauern, en Alemania. Sólo una ínfima parte de la energía del viento se aprovecha en los parques eólicos a través de los molinos de viento y sin embargo, constituye una fuente de energía creciente y muy importante.

Los vientos globales, constantes o planetarios, se generan principalmente como consecuencia del movimiento de rotación terrestre, que origina un desigual calentamiento de la atmósfera por la insolación y proceden de centros de acción dispuestos en franjas latitudinales de altas y bajas presiones, es decir, de anticiclones y depresiones. Estos cinturones se disponen aproximadamente en las latitudes ecuatoriales, subtropicales y polares (círculos polares) y se encargan de transportar una cantidad de energía realmente enorme. Estos vientos son conocidos como alisios en las latitudes intertropicales y vientos del oeste en las zonas templadas.

Esquema de los vientos monzónicos en la India, mostrando el monzón de verano, entre junio y agosto (lluvioso), procedente del sureste, con flechas rojas, y la trayectoria del monzón de invierno, seco, del noreste, en color verde.

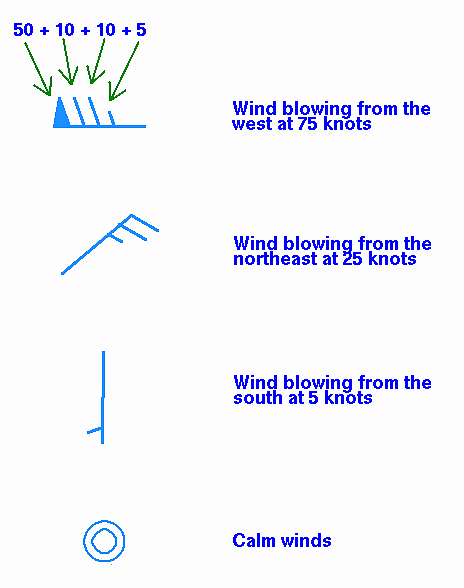
Escala de velocidad y dirección de los vientos en los mapas meteorológicos. Términos: knot (nudo en español)= 1 milla náutica (1' de grado, es decir, 1852 m) por hora.

Otro tipo de viento planetario es el monzón que afecta a Asia y el océano Índico y se genera por las diferencias estacionales de temperatura entre los continentes y el mar. Algunos autores incluyen a los monzones entre los vientos estacionales ya que se producen, en sentido inverso, en el verano y el invierno. Durante el verano, el continente (en este caso, Asia) se calienta más que el Océano Índico, por lo que se produce una zona de baja presión continental, que atrae los vientos cálidos y húmedos del océano Índico, que dan origen a precipitaciones muy intensas porque la cordillera del Himalaya y otras constituye una barrera a dichos vientos y obliga al aire a ascender, produciéndose lluvias orográficas. Durante el invierno, por el contrario, el océano se encuentra más caliente que el continente, por lo tanto, los monzones se desplazan del continente hacia el Océano Índico a donde llevan cielos sin nubes y aire seco, por la escasa cantidad de humedad de las tierras continentales. También se presentan monzones en el Medio Oeste de los Estados Unidos, pero sus efectos no son tan violentos como en Asia, ya que no existen cordilleras tan elevadas como el Himalaya que incrementen la pluviosidad con su efecto orográfico (lluvia orográfica).

### Zona de convergencia intertropical
La zona de convergencia intertropical es un cinturón de bajas presiones (Strahler señala que este cinturón tiene una presión ligeramente por debajo de lo normal, por lo común entre 1009 y 1013 mb —milibares—) y está determinada por el movimiento de rotación terrestre el cual genera lo que se conoce como abultamiento ecuatorial terrestre, mucho más notorio, por la diferente densidad, en los océanos que en los continentes y aún más notorio en la atmósfera que en los océanos. En el diagrama de la circulación planetaria de los vientos puede verse ese mayor abultamiento de la atmósfera en la zona ecuatorial (a la derecha de la imagen). Es por ello que el espesor de la atmósfera es mucho mayor en la zona intertropical (la troposfera alcanza casi los 20 km de altura), mientras que en las zonas polares es mucho más delgada.
Es muy importante tener en cuenta que cuando hablamos de convergencia intertropical nos estamos refiriendo a los vientos en superficie ya que a bastante altura (casi en los límites de la troposfera en la zona ecuatorial) lo que existe es una divergencia de los vientos. Esta idea se podría considerar como una proposición general: a cada zona de baja presión en la superficie terrestre corresponde una zona anticiclónica en altura. La zona de baja presión a nivel del suelo es de escasas dimensiones, donde los vientos giran y se elevan de manera antihoraria (de derecha a izquierda), mientras que a cierta altura se forma una zona de alta presión mucho más extendida, lo que nos da una forma de embudo con la copa casi plana, con o sin ojo de tormenta y de manera asimétrica, cuyo movimiento giratorio cesa cuando la presión atmosférica en la superficie se hace más homogénea y la columna de aire cálido cesa en su ascenso. Se habla entonces de un proceso de oclusión o de un frente ocluido.

### Zonas de divergencia subtropical
Son zonas de subsidencia de aire frío procedente de grandes alturas en la zona de convergencia intertropical, es decir, de la franja ecuatorial, y que dan origen, a su vez, a los vientos alisios, que se regresan hacia el ecuador a baja altura, y a los vientos del oeste, que van incrementando su velocidad a medida que aumentan también de latitud.

### Zonas de convergencia polar
Son zonas de baja presión que atraen a los vientos provenientes de las latitudes subtropicales. Estos vientos traen masas de aire más cálidas y húmedas, humedad que van perdiendo por condensación (lluvias, rocío y escarcha) a medida que van encontrando aire más frío con el aumento de la latitud. Esta humedad relativa es la que abastece de hielo por escarcha los casquetes polares de Groenlandia y la Antártida.

### Vientos regionales
Son determinados por la distribución de tierras y mares, así como por los grandes relieves continentales. Los monzones también pueden considerarse como vientos regionales, aunque su duración en el tiempo y su alternabilidad estacional los convierten más bien en vientos planetarios.

### Vientos locales
Como los demás tipos de vientos, los vientos locales presentan un desplazamiento del aire desde zonas de alta presión a zonas de baja presión, determinando los vientos dominantes y los vientos reinantes de un área más o menos amplia. Aun así hay que tener en cuenta numerosos factores locales que influyen o determinan los caracteres de intensidad y periodicidad de los movimientos del aire. Estos factores, difíciles de simplificar por su multiplicidad, son los que permiten hablar de vientos locales, los cuales son en muchos lugares más importantes que los de carácter general. Estos tipos de vientos son los siguientes:
- Brisas marina y terrestre
- Brisa de valle
- Brisa de montaña
- Viento catabático. Vientos que descienden desde las alturas hasta el fondo de los valles producido por el deslizamiento al ras de suelo del aire frío y denso desde los elementos del relieve más altos. Aparecen de forma continuada en los grandes glaciares, adquiriendo enormes proporciones en la capa de hielo de Groenlandia y de la Antártida, donde soplan a velocidades continuas que superan los 200 km/h motivado por la ausencia de obstáculos que frenen su aceleración.
- Viento anabático. Vientos que ascienden desde las zonas más bajas hacia las más altas a medida que el sol calienta el relieve.

## Efectos de los vientos

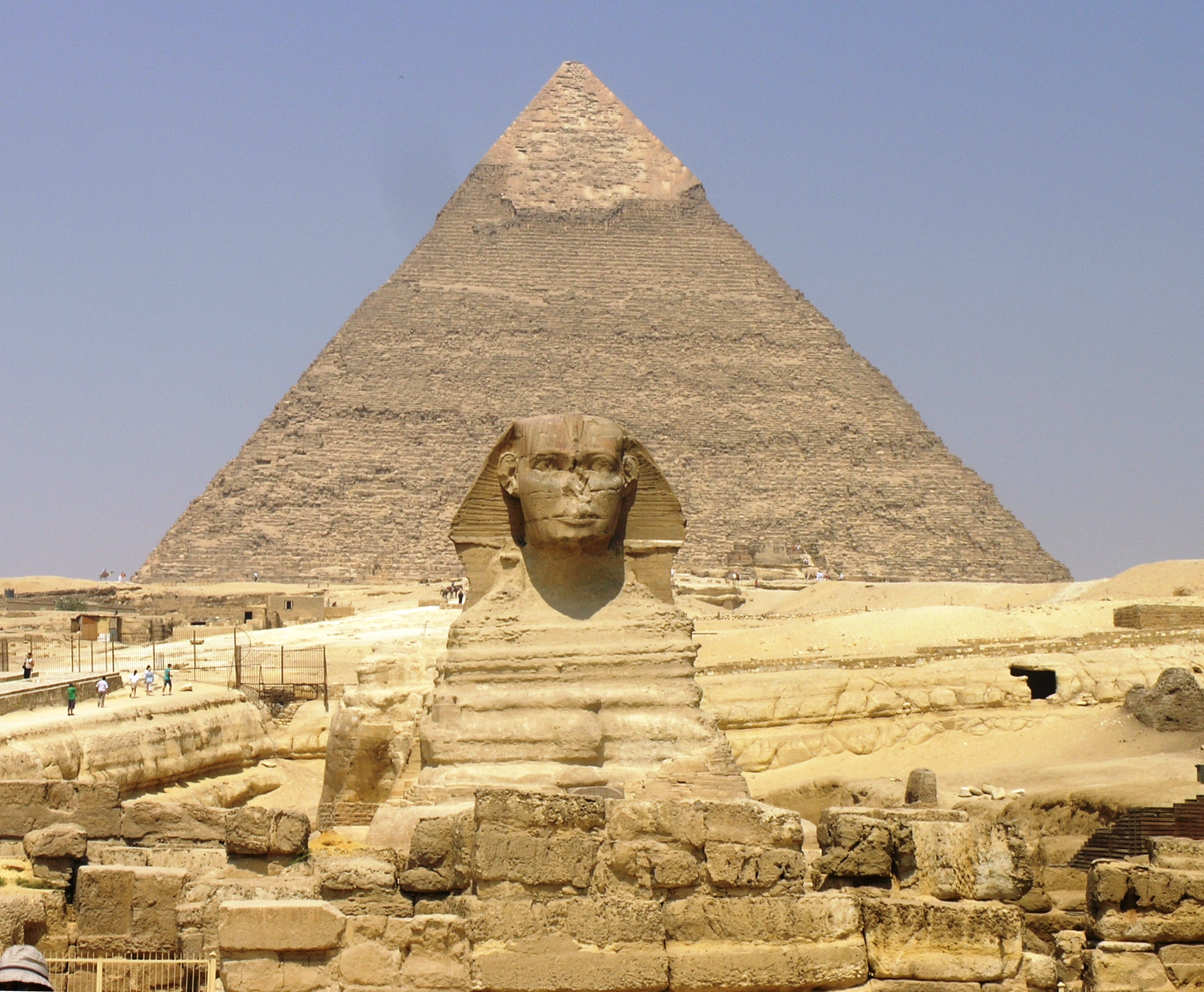
Efecto erosivo del viento en la Gran Esfinge y la Pirámide de Kefrén, en Egipto.

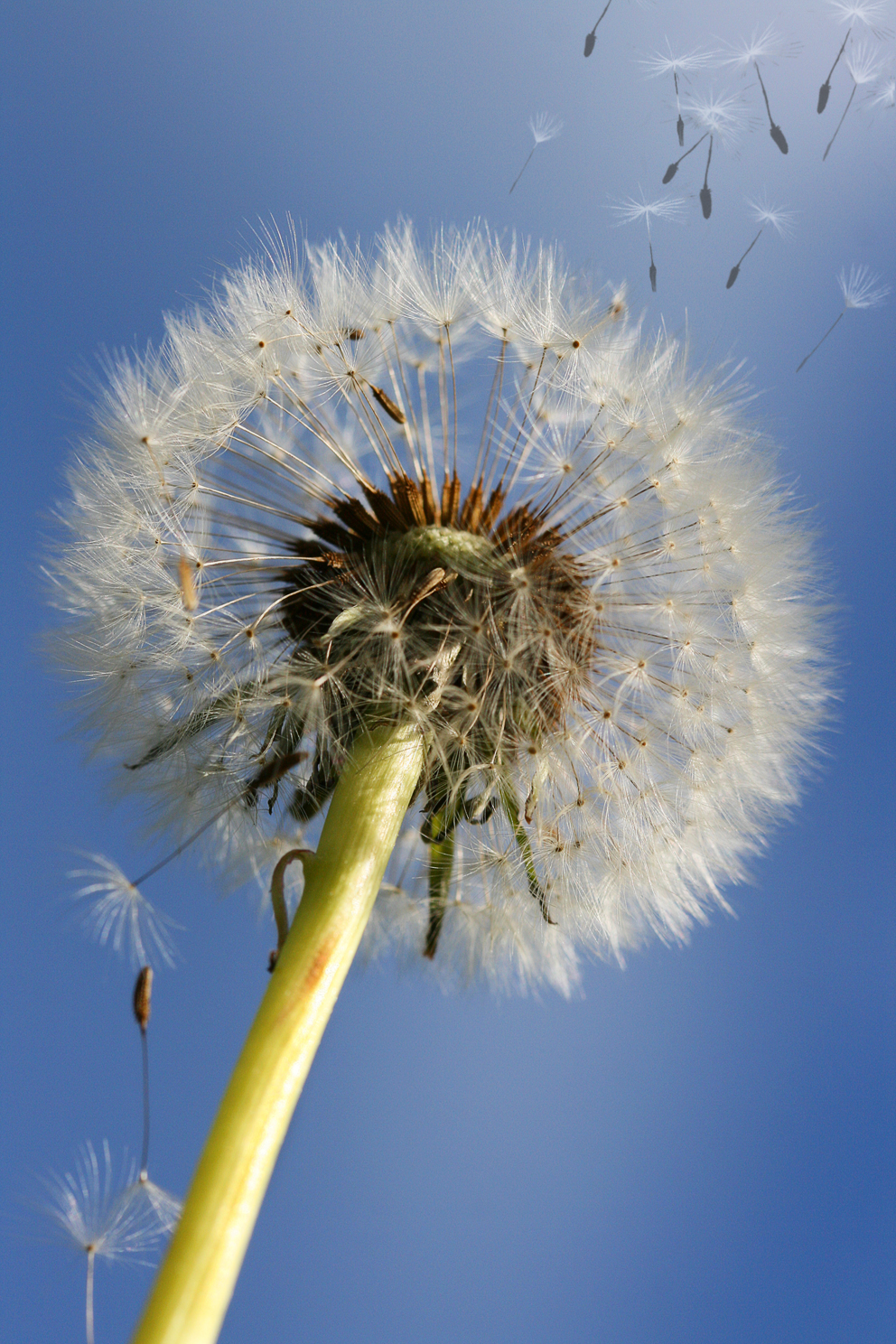
Semillas del cardo o diente de león (de donde proviene su nombre en inglés, dandelion) dispersadas por el viento.

El viento actúa como agente de transporte; en efecto, interviene en la polinización anemófila, en el desplazamiento de las semillas.
Es también un poderoso agente erosivo, en especial en las zonas de clima seco o desértico, donde los granos de arena arrastrados por el viento pueden llegar a la transformación y hasta la denudación (es decir, la completa remoción) de las formas del relieve.
También actúa como agente de sedimentación, ya que cuando el viento pierde velocidad, deposita los materiales que transporta. La arena forma acumulaciones llamadas dunas, que se desplazan en la dirección del viento a medida que los granos van siendo arrastrados desde la cara enfrentada al viento (barlovento) hacia la cara opuesta al viento (sotavento). Aunque este proceso está presente en los climas áridos es también frecuente en otros climas, por ejemplo en el clima de sabana, como ocurre en la cuenca del Orinoco, en los Llanos Bajos de los estados Apure y Guárico, donde han formado dunas alargadas de unos 20 m de altura que pueden llegar a tener más de 100 km de longitud. Este paisaje de dunas en un clima de sabana, que tiene una estación seca pero una pluviosidad de unos 1500 mm anuales constituye un ecosistema prácticamente único en el mundo que fue declarado parque nacional en Venezuela, con el nombre de parque nacional Santos Luzardo. En este parque coexisten médanos arenosos gigantescos, ríos caudalosos que adaptan su cauce poco a poco al trazado de las dunas, sabanas herbáceas y bosques de galería.

### Efectos destructivos mayores
El viento es también un agente destructivo importantísimo, en especial en el caso de los tornados y grandes huracanes. Esta destrucción puede ser directa, como sucedió en 1940 con la destrucción del puente colgante de Tacoma (Washington) o indirecta, como sucedió con los huracanes Huracán Katrina en Nueva Orleans (2005) y otras ciudades próximas, en Nueva York durante el Huracán Sandy (2012) y en Houston con el huracán Harvey en 2017. En estos tres últimos casos, la fuerza del viento ocasionó enormes inundaciones, al azotar las olas tierra adentro, lo cual represó las enormes crecidas de los grandes ríos Misisipi en Nueva Orleans y Hudson en Nueva York, así como las crecidas simultáneas de otros de menor caudal. Por este motivo, hay personas que sufren de ancrofobia, el temor al viento que es provocado por una experiencia traumática con él.

## Aprovechamiento de los vientos

### Ventilación natural

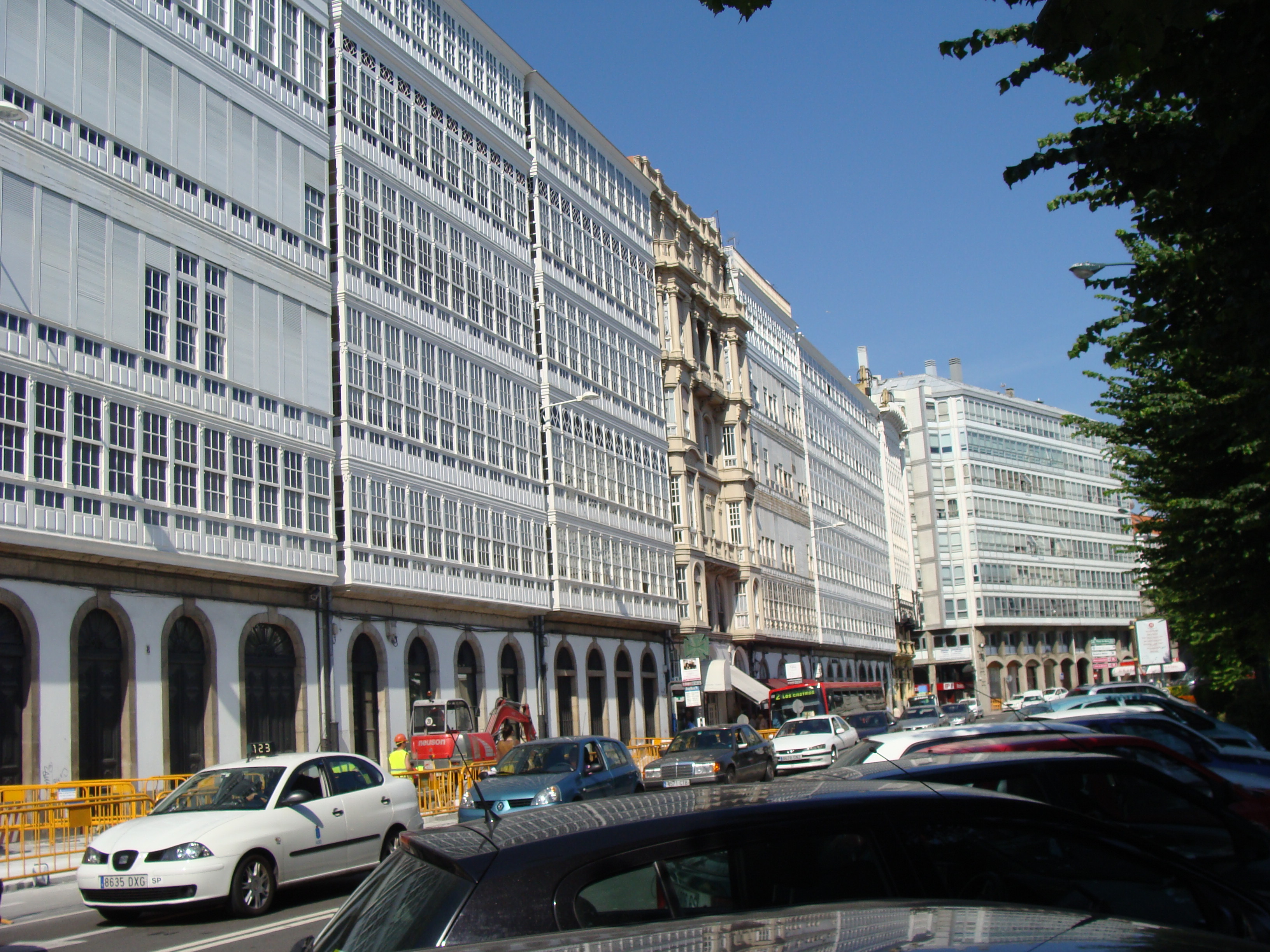
Las típicas galerías acristaladas de La Coruña en los ventanales dirigidos hacia el sur protegen del frío durante el invierno al permitir el paso de la radiación solar y, abiertas durante el verano, permiten la ventilación cruzada de aire procedente del mar que le aporta humedad y refresca el ambiente, haciendo más confortable la vivienda.

Un tipo de vivienda de acuerdo con los principios bioclimáticos, es decir, de la biología y del clima, es el que toma las ventajas del medio ambiente para regular la variación de los elementos meteorológicos de la atmósfera con el fin de lograr un grado de ventilación, temperatura y humedad que hagan de la estancia en dicha vivienda más confortable. Se trata de la arquitectura bioclimática que toma en cuenta el acristalamiento de las viviendas, que permite el mayor uso de la radiación solar durante las épocas de frío y la ventilación cruzada en las épocas de mayor calor.
Los grandes ventanales que permitan la aireación natural de las viviendas constituyen una sencilla forma natural, y gratuita, de hacerlas más habitables y confortables, especialmente, en las regiones de la zona intertropical, donde la diferencia entre la orientación adecuada de puertas y ventanas con respecto a los puntos cardinales, así como la inclinación de los techos o tejados de cada vivienda, puede significar una diferencia de más de 15 °C en la oscilación diaria de la temperatura con respecto a las viviendas que hacen caso omiso de estas características.

## Navegación

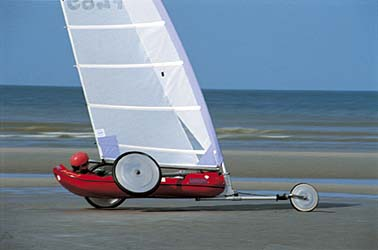
Carro vela holandés clase 5. Este tipo de vehículos tiene un récord absoluto de más de 200 km por hora.

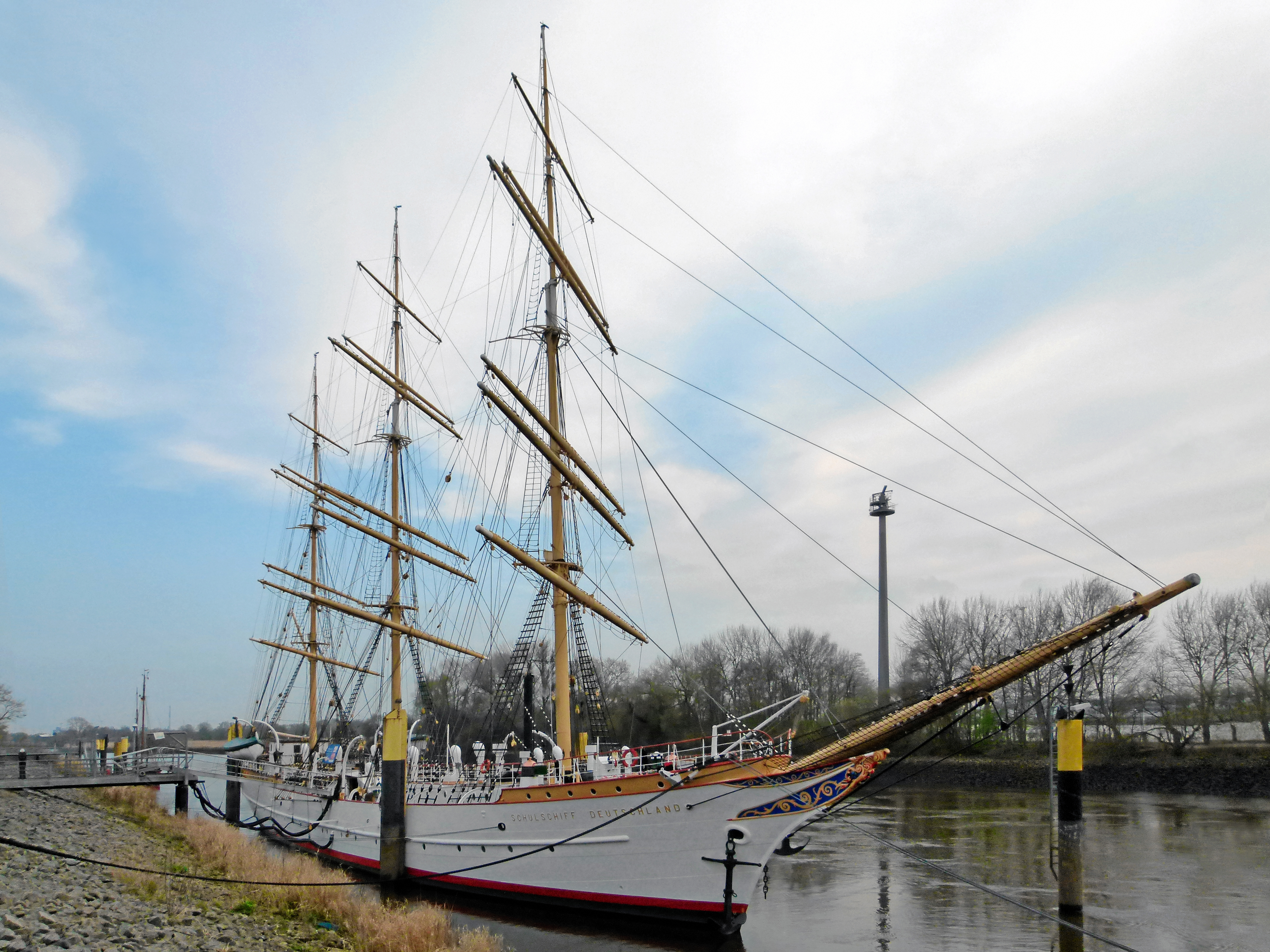
Buque escuela Deutschland (Alemania).

La propulsión eólica ha venido siendo una aplicación de la energía del viento para la navegación desde las primeras civilizaciones (especialmente, las que surgieron en el Mar Mediterráneo) hasta la época actual, cuando las embarcaciones a vela se han venido reduciendo a usos deportivos o de recreación, haciendo salvedad de algunos buques escuela o de embarcaciones especiales en lagunas de escaso fondo (la Albufera de Valencia sería un buen ejemplo), donde se ha venido usando la fuerza del viento desde la época musulmana hasta la actualidad, en la carga de la cosecha de arroz hasta los lugares de procesamiento de este cereal.
En náutica el conocimiento y control del viento es un factor fundamental para una correcta navegación. Así, en el lenguaje marinero reciben diferentes nombres y expresiones en función de su fuerza, dirección o procedencia.

## Eolionimia
Cuando algo se produce de forma habitual en una zona, es normal que en el lugar se le ponga un nombre propio. El caso de los vientos no es una excepción, de esta forma los vientos se denominan, como ya se ha dicho, por su origen (por ejemplo, el viento del norte) o por sus características.

## Importancia

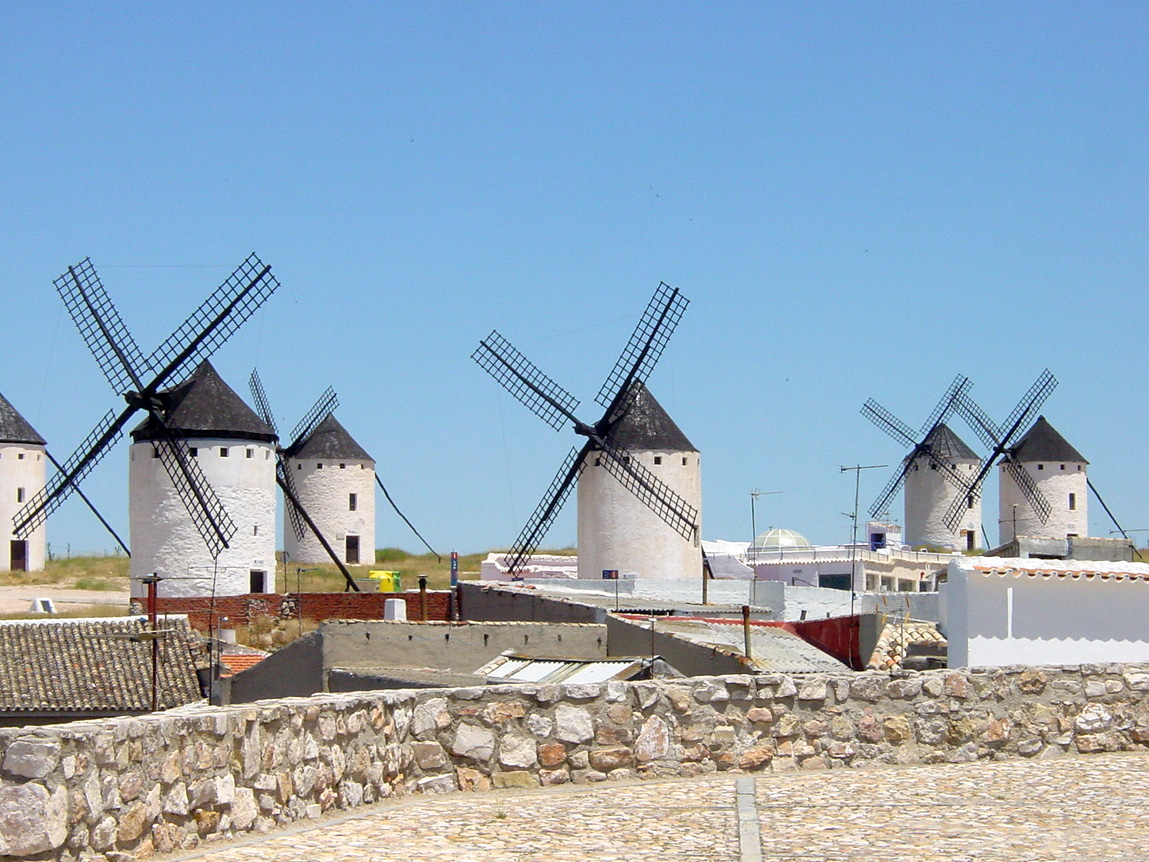
Antiguos molinos de viento para la molienda del trigo en Campo de Criptana, en La Mancha.

Es imposible subestimar la importancia que los vientos tienen para la vida de animales y plantas, para el restablecimiento del equilibrio en la atmósfera y, lógicamente, para la producción del ciclo hidrológico. Es por ello que, lo mismo que puede decirse con relación al ciclo hidrológico, el viento constituye uno de los factores esenciales que explican la vida sobre la superficie terrestre. Sin la existencia de los vientos, la vida para animales y plantas sería imposible por el papel fundamental del viento en el ciclo hidrológico.